# Franz Xaver Gruber
Pour les articles homonymes, voir Gruber.
Conrad Franz Xaver Gruber (25 novembre 1787 – 7 juin 1863), est un maître d'école primaire autrichien et organiste de l'église d'Arnsdorf. Il est également organiste et chef de chœur de l'église Saint-Nicolas dans le village voisin de Oberndorf bei Salzburg et passe ses dernières années à Hallein dans l'État de Salzbourg.
En 1816, Josef Mohr, un prêtre catholique écrit le poème Stille Nacht, heilige Nacht (Douce nuit, sainte nuit) que  Gruber met en musique en 1818 sur un accompagnement de guitare. Quelques années plus tard, Gruber compose une version pour orgue et pour orgue et orchestre.